# González (futbolista)
José Manuel González López (Madrid, Comunidad de Madrid, España, 8 de octubre de 1916-24 de julio de 1988) fue un futbolista español que se desempeñaba como defensa. Es el padre de José Manuel González, que destacó en el Real Zaragoza y abuelo de Lucas Alcaraz, entrenador de fútbol.

## Clubes
| Club           | País   | Año       |
| -------------- | ------ | --------- |
| Granada CF     | España | 1941-1948 |
| CD Málaga      | España | 1948-1951 |
| Real Madrid CF | España | 1951-1952 |
| Granada CF     | España | 1952-1956 |